# Rock Steady
Rock Steady е деветият сингъл на британската поп група Ол Сейнтс, издаден на 6 ноември 2006 година. Песента достига номер 3 във Великобритания.

## Списък

### CD 1
1. „Rock Steady“ – 2:47
2. „Dope Noize“ – 3:54

### CD 2
1. „Rock Steady“ – 2:47
2. „Do Me“ – 4:17
3. „Rock Steady“ (Calvin Harris Remix) – 3:35
4. „Rock Steady“ (видео) – 3:32

### Британски 12-inch сингъл
1. „Rock Steady“ (MSTRKRFT издание) – 5:06
2. „Rock Steady“ (Junkyard Mix) – 3:45
3. „Rock Steady“ (K-Gee Reggae Bounce Remix) – 4:27

### Европейски 12-inch сингъл
1. „Rock Steady“ – 2:47
2. „Rock Steady“ (Calvin Harris Remix) – 3:35
3. „Rock Steady“ (MSTRKRFT издание) – 5:06

### Италиански 12-inch сингъл
1. „Rock Steady“ (Junkyard Mix) – 3:45
2. „Rock Steady“ (K-Gee Reggae Bounce Remix) – 4:27
3. „Rock Steady“ (Calvin Harris Remix) – 3:35
4. „Rock Steady“ (MSTRKRFT издание) – 5:06